# Episodi di It's Garry Shandling's Show (quarta stagione)
La quarta stagione della serie televisiva It's Garry Shandling's Show è stata trasmessa in anteprima negli Stati Uniti d'America da Showtime tra il 10 novembre 1989 e il 25 maggio 1990.
| nº | Titolo originale                    | Titolo italiano | Prima TV USA     | Prima TV Italia |
| -- | ----------------------------------- | --------------- | ---------------- | --------------- |
| 1  | The First Show of the Fourth Season |                 | 10 novembre 1989 |                 |
| 2  | Take My Wife, for Example           |                 | 17 novembre 1989 |                 |
| 3  | Nathan's Sheer Madness              |                 | 24 novembre 1989 |                 |
| 4  | SuperGrant                          |                 | 1º dicembre 1989 |                 |
| 5  | Dinner at Eddy King's House         |                 | 8 dicembre 1989  |                 |
| 6  | The Proposal                        |                 | 12 gennaio 1990  |                 |
| 7  | Firehose                            |                 | 19 gennaio 1990  |                 |
| 8  | The Day Howard Moved In             |                 | 26 gennaio 1990  |                 |
| 9  | The Wedding Show                    |                 | 9 febbraio 1990  |                 |
| 10 | The Honeymoon Show                  |                 | 16 febbraio 1990 |                 |
| 11 | Shandling Vs Mull                   |                 | 9 marzo 1990     |                 |
| 12 | Leonard Gets Metaphysical           |                 | 23 marzo 1990    |                 |
| 13 | Chester Gets a Show                 |                 | 30 marzo 1990    |                 |
| 14 | My Mother, the Wife                 |                 | 24 aprile 1988   |                 |
| 15 | Family Man                          |                 | 13 aprile 1990   |                 |
| 16 | Mad at Brad                         |                 | 4 maggio 1990    |                 |
| 17 | The Last Show                       |                 | 11 maggio 1990   |                 |
| 18 | The Talent Show                     |                 | 18 maggio 1990   |                 |
| 19 | Driving Miss Garry                  |                 | 25 maggio 1990   |                 |